# Liste der Naturschutzgebiete im Landkreis Waldeck-Frankenberg
Die Naturschutzgebiete im Landkreis Waldeck-Frankenberg gehören zu den insgesamt rund 250 Naturschutzgebieten (NSG) im Regierungsbezirk Kassel. Zuständig ist die Obere Naturschutzbehörde beim Regierungspräsidium Kassel, wobei die eigentliche Betreuung der Naturschutzgebiete in Hessen in der Regel durch den Landesbetrieb HessenForst erfolgt.
Im Landkreis Waldeck-Frankenberg gibt es die in der folgenden Tabelle aufgelisteten Naturschutzgebiete.

## Liste
| Name                                         | Bild | Kennung              | Einzelheiten | Position | Fläche Hektar | Datum |
| -------------------------------------------- | ---- | -------------------- | --- | -------- | ------------- | ----- |
| Diemelsee                                    |      | 1635001 WDPA: 81526  | Diemelsee OSM-Link zur Kartendarstellung: „Diemelsee“ | ⊙        | 18,69         | 1982  |
| Hagenfeld                                    |      | 1635002 WDPA: 344587 | Korbach OSM-Link zur Kartendarstellung: „Hagenfeld“ | ⊙        | 4,6           | 1966  |
| Iberg bei Hörle                              |      | 1635003 WDPA: 163844 | Volkmarsen · Kalkmagerrasen mit Waldflächen am Südwesthang des Iberg, östlich von Hörle. · Fläche: 29,50 haOSM-Link zur Kartendarstellung: „Iberg bei Hörle“ | ⊙        | 29,5          | 1970  |
| Katzenstein                                  |      | 1635005 WDPA: 82050  | Waldeck OSM-Link zur Kartendarstellung: „Katzenstein“ | ⊙        | 24,04         | 1974  |
| Kleiner Mehlberg                             |      | 1635006 WDPA: 164127 | Waldeck OSM-Link zur Kartendarstellung: „Kleiner Mehlberg“ | ⊙        | 10,1          | 1974  |
| Stausee von Affoldern                        |      | 1635007 WDPA: 82621  | Edertal · Künstlicher See im Lauf der Eder mit Insel und den angrenzenden Uferbereichen, Teil des Nationalparks Kellerwald-Edersee, westlich von Affoldern. · Fläche: 162,48 ha - das Naturschutzgebiet enthält das FFH-Gebiet 4820-401 „Stausee von Affoldern“ (146,96 ha) und das Vogelschutzgebiet 4820-401 „Stausee von Affoldern“ (146,96 ha).OSM-Link zur Kartendarstellung: „Stausee von Affoldern“ | ⊙        | 162,48        | 1975  |
| Vorsperre-Twistetalsperre                    |      | 1635008 WDPA: 82824  | Bad Arolsen · Wasserfläche mit Feuchtgebiet, umgebenden Gehölzen und Grünland am Lauf der Twiste, südlich des Twistesees. · Fläche: 28,01 ha - das Naturschutzgebiet ist flächenidentisch mit dem Vogelschutzgebiet 4620-401 „Vorsperre-Twistetalsperre“.OSM-Link zur Kartendarstellung: „Vorsperre-Twistetalsperre“ | ⊙        | 28,01         | 1976  |
| Ederauen zwischen Bergheim und Wega          |      | 1635009 WDPA: 81575  | Edertal, Bad Wildungen · Flussabschnitt der Eder mit den angrenzenden Uferbereichen, zwischen den Orten Bergheim und Wega. Im Flusslauf wurden 2001/2004 die 2 Sohlgleiten bei Wellen angelegt. · Das Naturschutzgebiet (67,88 ha) ist Teilfläche des FFH-Gebietes 4822-304 „Untere Eder“ (1664,57 ha) und des Vogelschutzgebietes 4822-402 „Ederaue“ (3093,10 ha).OSM-Link zur Kartendarstellung: „Ederauen zwischen Bergheim und Wega“ | ⊙        | 67,88         | 1977  |
| Unter der Haardt                             |      | 1635010 WDPA: 82748  | Bad Wildungen · Flusslauf der Eder mit ehemaligen Kiessbagger- und Fischteichen, Auenwald und Grünland, nordöstlich von Mandern. · Das Naturschutzgebiet (28,40 ha) ist Teilfläche des FFH-Gebietes 4822-304 „Untere Eder“ (1664,57 ha) und des Vogelschutzgebietes 4822-402 „Ederaue“ (3093,10 ha).OSM-Link zur Kartendarstellung: „Unter der Haardt“ | ⊙        | 28,4          | 1977  |
| Hünselburg                                   |      | 1635011 WDPA: 81962  | Waldeck, Vöhl OSM-Link zur Kartendarstellung: „Hünselburg“ | ⊙        | 40,82         | 1977  |
| Rudolfshagen                                 |      | 1635012 WDPA: 82457  | Waldeck OSM-Link zur Kartendarstellung: „Rudolfshagen“ | ⊙        | 75,65         | 1978  |
| Sonderrain                                   | BW   | 1635013 WDPA: 319118 | Bad Wildungen OSM-Link zur Kartendarstellung: „Sonderrain“ | ⊙        | 4,4           | 1979  |
| Jägers Weinberg                              | BW   | 1635014 WDPA: 82011  | Willingen OSM-Link zur Kartendarstellung: „Jägers Weinberg“ | ⊙        | 25,36         | 1979  |
| Paradies bei Gellershausen                   | BW   | 1635015 WDPA: 82304  | Edertal OSM-Link zur Kartendarstellung: „Paradies bei Gellershausen“ | ⊙        | 6,97          | 1980  |
| Osterkopf bei Usseln                         |      | 1635016 WDPA: 82295  | Willingen OSM-Link zur Kartendarstellung: „Osterkopf bei Usseln“ | ⊙        | 35,65         | 1982  |
| Battenfelder Driescher                       | BW   | 1635017 WDPA: 81372  | Allendorf OSM-Link zur Kartendarstellung: „Battenfelder Driescher“ | ⊙        | 32,56         | 1982  |
| Wattertal bei Landau                         |      | 1635018 WDPA: 166186 | Bad Arolsen OSM-Link zur Kartendarstellung: „Wattertal bei Landau“ | ⊙        | 10,14         | 1984  |
| Bernertsgrund bei Löhlbach                   | BW   | 1635019 WDPA: 162393 | Haina (Kloster) OSM-Link zur Kartendarstellung: „Bernertsgrund bei Löhlbach“ | ⊙        | 13,43         | 1984  |
| Grebensteine bei Willingen                   |      | 1635020 WDPA: 163314 | Willingen OSM-Link zur Kartendarstellung: „Grebensteine bei Willingen“ | ⊙        | 12,64         | 1985  |
| Kalkrain bei Giflitz                         | BW   | 1635021 WDPA: 163991 | Edertal OSM-Link zur Kartendarstellung: „Kalkrain bei Giflitz“ | ⊙        | 6,47          | 1985  |
| Schanzenberg bei Korbach                     |      | 1635022 WDPA: 165363 | Korbach · Kuppe mit Kalkmagerrasen, Einzelbäumen und kleinem Waldstreifen, südlich des Ortsrandes von Korbach. · Fläche: 7,05 ha - das Naturschutzgebiet ist Teilfläche des FFH-Gebietes 4719-305 „Magerrasen bei Korbach und Dorfitter“ (23,03 ha).OSM-Link zur Kartendarstellung: „Schanzenberg bei Korbach“ | ⊙        | 7,06          | 1985  |
| Ederseeufer bei Herzhausen                   |      | 1635023 WDPA: 162843 | Vöhl OSM-Link zur Kartendarstellung: „Ederseeufer bei Herzhausen“ | ⊙        | 28,87         | 1985  |
| Stadtbruch von Volkmarsen                    |      | 1635024 WDPA: 165637 | Volkmarsen · Grünland mit Wald an der Twiste, am südwestlichen Ortsrand von Volkmarsen. · Fläche: 28,48 haOSM-Link zur Kartendarstellung: „Stadtbruch von Volkmarsen“ | ⊙        | 28,48         | 1985  |
| Wohrateiche bei Haina                        | BW   | 1635025 WDPA: 166348 | Haina (Kloster) OSM-Link zur Kartendarstellung: „Wohrateiche bei Haina“ | ⊙        | 70,41         | 1986  |
| Sondertal und Talgraben bei Bad Wildungen    |      | 1635026 WDPA: 165599 | Bad Wildungen OSM-Link zur Kartendarstellung: „Sondertal und Talgraben bei Bad Wildungen“ | ⊙        | 62,51         | 1986  |
| Eilsbusch bei Wethen                         |      | 1635027 WDPA: 162896 | Diemelstadt OSM-Link zur Kartendarstellung: „Eilsbusch bei Wethen“ | ⊙        | 4,13          | 1987  |
| Kahle Pön bei Usseln                         |      | 1635028 WDPA: 163969 | Willingen OSM-Link zur Kartendarstellung: „Kahle Pön bei Usseln“ | ⊙        | 35,04         | 1987  |
| Langenstein bei Oberwerbe                    |      | 1635029 WDPA: 164361 | Waldeck · Kalkfelsen mit Magerrasen und Wald am nördlichen Ortsrand von Ober-Werbe. Das NSG besteht aus 2 Teilflächen mit einer größeren im Westen (Klosterberg) und einer kleineren (Schmidteberg), östlich davon. Am Südrand der westlichen Fläche liegt die Ruine des romanischen Klosters Werbe und die namensgebende Felsformation Langenstein. · Fläche: 26,79 ha - das Naturschutzgebiet ist Teilfläche des FFH-Gebietes 4719-304 „Langenstein, Klinger Klippen und Hochstein“ (83,45 ha).OSM-Link zur Kartendarstellung: „Langenstein bei Oberwerbe“ | ⊙        | 26,79         | 1987  |
| Scheid bei Volkmarsen                        |      | 1635030 WDPA: 165375 | Volkmarsen · Kalk-Halbtrockenrasen mit Büschen und Bäumen, direkt südlich des Ortsrandes von Volkmarsen. Das NSG besteht aus 2 Teilflächen mit einer großen im Norden und einer deutlich kleineren, südlich davon. · Fläche: 89,90 ha - das Naturschutzgebiet ist flächenidentisch mit dem FFH-Gebiet 4620-301 „Scheid bei Volkmarsen“.OSM-Link zur Kartendarstellung: „Scheid bei Volkmarsen“ | ⊙        | 89,9          | 1987  |
| Alter Hagen bei Willingen                    |      | 1635032 WDPA: 162112 | Willingen OSM-Link zur Kartendarstellung: „Alter Hagen bei Willingen“ | ⊙        | 143,15        | 1989  |
| Auf dem Tiergarten bei Frankenberg           |      | 1635033 WDPA: 162277 | Frankenberg OSM-Link zur Kartendarstellung: „Auf dem Tiergarten bei Frankenberg“ | ⊙        | 17,25         | 1989  |
| Auf der Buchenlied bei Wirmighausen          |      | 1635034 WDPA: 162279 | Diemelsee OSM-Link zur Kartendarstellung: „Auf der Buchenlied bei Wirmighausen“ | ⊙        | 24,37         | 1990  |
| Zechsteinhänge bei Lieschensruh              |      | 1635041 WDPA: 166392 | Edertal · Magerrasen und Gehölze auf Zechstein nordwestlich von Lieschensruh (Siedlungsteil von Mehlen). Das NSG besteht aus 4 Flächen, mit einer Hauptfläche direkt am nordwestlichen Ortsrand von Lieschensruh. Die markante Zechsteinwand findet sich an einer Teilfläche zwischen Affoldern und Lieschensruh. · Fläche: 44,77 ha - das Naturschutzgebiet ist flächenidentisch mit dem FFH-Gebiet 4820-302 „Zechsteinhänge bei Lieschensruh“.OSM-Link zur Kartendarstellung: „Zechsteinhänge bei Lieschensruh“                                            | ⊙        | 44,77         | 1991  |
| Ederknie am Auhammer bei Battenberg          |      | 1635042 WDPA: 162842 | Battenberg OSM-Link zur Kartendarstellung: „Ederknie am Auhammer bei Battenberg“ | ⊙        | 78,7          | 1991  |
| Am Mühlenberg bei Adorf                      | BW   | 1635043 WDPA: 162173 | Diemelsee OSM-Link zur Kartendarstellung: „Am Mühlenberg bei Adorf“ | ⊙        | 33,53         | 1992  |
| Nemphetal bei Bottendorf                     |      | 1635044 WDPA: 164774 | Burgwald OSM-Link zur Kartendarstellung: „Nemphetal bei Bottendorf“ | ⊙        | 38,13         | 1992  |
| Lengelbachtal                                |      | 1635045 WDPA: 164429 | Frankenau, Vöhl OSM-Link zur Kartendarstellung: „Lengelbachtal“ | ⊙        | 78,26         | 1992  |
| Grotenberg bei Welleringhausen               |      | 1635046 WDPA: 163386 | Willingen OSM-Link zur Kartendarstellung: „Grotenberg bei Welleringhausen“ | ⊙        | 19,77         | 1992  |
| Büchenberg und Platzberg bei Hesperinghausen |      | 1635047 WDPA: 162607 | Diemelstadt OSM-Link zur Kartendarstellung: „Büchenberg und Platzberg bei Hesperinghausen“ | ⊙        | 41,79         | 1993  |
| Breite Heide bei Hatzfeld                    | BW   | 1635048 WDPA: 162548 | Hatzfeld (Eder) OSM-Link zur Kartendarstellung: „Breite Heide bei Hatzfeld“ | ⊙        | 17,55         | 1993  |
| Kahle Haardt bei Scheid am Edersee           |      | 1635049 WDPA: 163968 | Waldeck OSM-Link zur Kartendarstellung: „Kahle Haardt bei Scheid am Edersee“ | ⊙        | 25,35         | 1993  |
| Ederaue bei Hatzfeld                         | BW   | 1635050 WDPA: 162841 | Hatzfeld (Eder) OSM-Link zur Kartendarstellung: „Ederaue bei Hatzfeld“ | ⊙        | 12,14         | 1993  |
| Elbrighäuser Bach                            | BW   | 1635051 WDPA: 162917 | Allendorf OSM-Link zur Kartendarstellung: „Elbrighäuser Bach“ | ⊙        | 144,93        | 1995  |
| Oberlauf des Linspherbaches                  |      | 1635052 WDPA: 164898 | Allendorf OSM-Link zur Kartendarstellung: „Oberlauf des Linspherbaches“ | ⊙        | 111,19        | 1995  |
| Nitzelbachtal                                | BW   | 1635053 WDPA: 164829 | Allendorf OSM-Link zur Kartendarstellung: „Nitzelbachtal“ | ⊙        | 81,35         | 1995  |
| Riedgraben                                   |      | 1635054 WDPA: 165175 | Battenberg OSM-Link zur Kartendarstellung: „Riedgraben“ | ⊙        | 76,96         | 1995  |
| Lindenhöfer Bach                             | BW   | 1635055 WDPA: 164465 | Hatzfeld OSM-Link zur Kartendarstellung: „Lindenhöfer Bach“ | ⊙        | 92,37         | 1995  |
| Schwimmkaute bei Mehlen                      |      | 1635056 WDPA: 319098 | Edertal · Durch Kiesabbau entstandene Teichfläche mit umgebenden Gehölzen östlich von Mehlen. Direkt östlich davon liegt das NSG „Krautwiese am Wesebach“ (1635058). · Das Naturschutzgebiet (9,79 ha) ist Teilfläche des FFH-Gebietes 4822-304 „Untere Eder“ (1664,57 ha) und des Vogelschutzgebietes 4822-402 „Ederaue“ (3093,10 ha). · Direkt nördlich des Schutzgebietes, an der Eder, verläuft der Ederradweg.OSM-Link zur Kartendarstellung: „Schwimmkaute bei Mehlen“                                                                                 | ⊙        | 9,8           | 1997  |
| Bilstein bei Bad Wildungen                   |      | 1635057 WDPA: 318198 | Bad Wildungen OSM-Link zur Kartendarstellung: „Bilstein bei Bad Wildungen“ | ⊙        | 62,9          | 1999  |
| Krautwiese am Wesebach                       |      | 1635058 WDPA: 344593 | Edertal · Durch Kiesabbau entstandene Teichfläche mit Gehölzen und Grünland westlich der Mündung des Wesebachs in die Eder. Direkt westlich davon liegt das NSG „Schwimmkaute bei Mehlen“ (1635056). · Das Naturschutzgebiet (16,62 ha) ist Teilfläche des FFH-Gebietes 4822-304 „Untere Eder“ (1664,57 ha) und des Vogelschutzgebietes 4822-402 „Ederaue“ (3093,10 ha). · Im Norden des Schutzgebietes, an der Eder, verläuft der Ederradweg.OSM-Link zur Kartendarstellung: „Krautwiese am Wesebach“                                                       | ⊙        | 16,63         | 2002  |
| Legende für Naturschutzgebiet                |      |                      | |          |               |       |

## Teilflächen
Von weiteren Naturschutzgebieten liegen Teilflächen im Landkreis.
| Name                          | Bild | Kennung              | Kreis                                                       | Einzelheiten               | Position | Fläche Hektar | Datum |
| ----------------------------- | ---- | -------------------- | ----------------------------------------------------------- | -------------------------- | -------- | ------------- | ----- |
| Diebskeller/Landgrafenborn    | BW   | 1534015 WDPA: 162750 | Landkreis Marburg-Biedenkopf, Landkreis Waldeck-Frankenberg | Wetter (Hessen), Rosenthal | ⊙        | 22,55         | 1987  |
| Merzhäuser Teiche             |      | 1534023 WDPA: 164613 | Landkreis Marburg-Biedenkopf, Landkreis Waldeck-Frankenberg | Rauschenberg, Rosenthal    | ⊙        | 19,97         | 1990  |
| Legende für Naturschutzgebiet |      |                      |                                                             |                            |          |               |       |